# 謝科競技場
謝科競技場（俄语：Ледовая Арена Шайба）又名冰球冰場，是一座位於俄羅斯索契北部的室內體育館。該場館於2012年開始啟用，其面積為300平方米，並能容納7000名觀眾。在2014年冬季奧運及隨後舉行的冬季殘奧會期間，謝科競技場會用作承舉冰球和雪橇曲棍球賽事。
由於謝科競技場是可移動的。因此，在運動會結束後，該體育館有可能被御除或遷到其他城市。

## 資料來源
1. 1 2  .   [2014-01-21]. （原始内容存档于2014-02-01）.
2. ↑  .   [2010-02-16]. （原始内容存档于2010-02-16）.

## 外部連結
- Small Ice Hockey Arena Information and images
- Arena information and drawings
- Arena information